# Cogorderos
Cogorderos es una localidad del municipio leonés de Villamejil, en la Comunidad Autónoma de Castilla y León. El pueblo se encuentra en el valle del río Tuerto. Se accede a la localidad a través de la carretera LE-451.
La iglesia está dedicada a san Martín.

## Localidades limítrofes
Confina con las siguientes localidades:
- Al norte con Villamejil.
- Al sureste con Antoñán del Valle.
- Al sur con Quintana de Fon.
- Al oeste con Revilla.

## Demografía
Evolución de la población
| Gráfica de evolución demográfica de Cogorderos entre 2000 y 2017   |
|                                                                    |
| Población de derecho (2000-2017) según el padrón municipal del INE |

## Historia
En el entorno de esta localidad tuvo lugar en 1811 la Batalla de Cogorderos de la Guerra de la Independencia Española.
Así se describe a Cogorderos en el tomo VI del Diccionario geográfico-estadístico-histórico de España y sus posesiones de Ultramar, obra impulsada por Pascual Madoz a mediados del siglo XIX:

Lugar en la provincia de León, partido judicial y diócesis de Astorga, audiencia territorial y capitanía general de Valladolid, ayuntamiento de Magaz; Situado junto a la carretera de Astorga a Ponferrada; con libre ventilación y clima sano. Tiene iglesia parroquial (Santa María) matriz de Villamejil, servida por un cura de presentación del marqués de Astorga. Confina el término N Villamejil; E Quintanilla del Valle; S Quintana de Fon, y O Revilla. El terreno participa de monte y llano; aquel cubierto de la suficiente leña para el consumo y llevar a vender a Astorga; y este de mediana producción, al que beneficia en parte el río Tuerto. Los caminos locales, exceptuando la indicada carretera. Producciones: centeno, lino, legumbres, patatas y pastos; cría ganados; caza de varios animales, y pesca de truchas y otros peces. Población: 34 vecinos, 134 almas. Contribución: con el ayuntamiento.
Diccionario geográfico-estadístico-histórico de España y sus posesiones de Ultramar